# Прохоренко Олег Васильович
Олег Васильович Прохоренко (Чернігів) — український вищий керівник, ексголова правління ПАТ «Укргазвидобування» (з червня 2015 по березень 2019). Має більше восьми років досвіду реформування приватних та публічних компаній.

## Життєпис
У 1998—2002 роках навчався в Dartmouth College, в 2005—2007 роках — Школі управління імені Джона Ф. Кеннеді.
Працював в американській інвестиційній компанії Bridgewater Associates і консультував дубайську Jumeirah Group.
З 2007 по 2015 рік — в McKinsey & Company.
З червня 2015 року по березень 2019 року— голова правління ПАТ «Укргазвидобування»